# Scarabaeus poggei
Scarabaeus poggei là một loài bọ cánh cứng trong họ Bọ hung (Scarabaeidae).